# Daniel Alexandersson

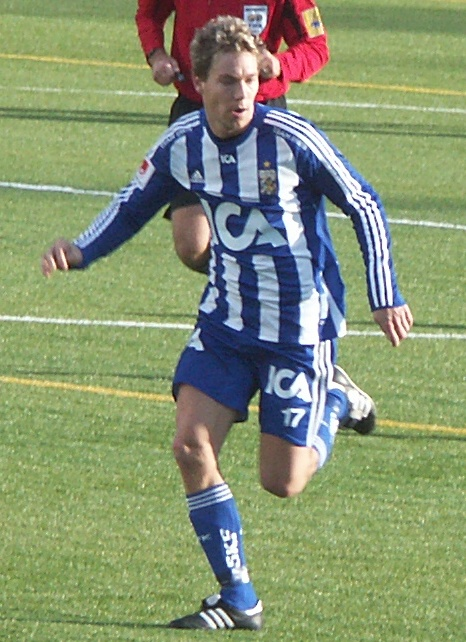
Daniel Alexandersson in 2009

Daniel Alexandersson (3 december 1978) is een Zweeds profvoetballer. Op dit moment staat hij onder contract bij de huidige kampioen van de Zweedse Allsvenskan, IFK Göteborg. Daniel Alexandersson is de broer van de bekende Zweedse voetballer Niclas Alexandersson.

## Clubcarrière
Alexandersson begon zijn carrière bij Vessigebro BK. Hij doorliep bij deze club de gehele jeugdopleiding. In zijn verdere carrière kwam de middenvelder uit voor Halmstads BK, Viborg FF, Falkenbergs FF, IF Elfsborg en sinds 2008 bij IFK Göteborg.

## Erelijst
IF Elfsborg
- Zweeds landskampioen

2006